# Heinrich Rothmann
Heinrich-Peter Rothmann (* 1940 in Berlin) ist ein pensionierter deutscher Diplomat, der Botschafter in Port-au-Prince, Haiti, Generalkonsul in Atlanta, Georgia, und Botschafter in Tripolis, Libyen, war. Nach seiner Pensionierung ging der Jurist in die Sozietät Bridgehouse Rückel & Bolthausen, München.

## Leben
Rothmann wurde im Jahr 1940 in Berlin geboren. 1959 legte er die Abiturprüfung am Gymnasium in Osterode/Harz ab. Es ging danach für einen Studienaufenthalt in die USA und begann 1960 das Studium der Rechts- und Staatswissenschaften (in Bonn, Berlin und Göttingen). 1965 legte er die erste Juristische Staatsprüfung in Köln ab. Es folgte von 1966 bis 1970 der juristische Vorbereitungsdienst (Referendariat) in Braunschweig und Köln. 1968 wurde er Mitarbeiter in einem Anwaltsbüro in London, bevor er 1970 die zweite Juristische Staatsprüfung ablegte. Er ließ sich zunächst als selbständiger Rechtsanwalt in Goslar/Harz nieder.
Rothmann trat 1971 in den Staatsdienst ein und wurde 1972  zur (damaligen) EG-Kommission abgeordnet, wo er im Kabinett von Ralf Dahrendorf in Brüssel Fragen der Agrarpolitik und der Außenbeziehungen der Europäischen Gemeinschaft bearbeitete. 1973 erfolgte seine Versetzung in das Bundeskanzleramt; wo er in der Abteilung für Wirtschaftspolitik, speziell befasst mit Fragen der europäischen Wirtschafts- und Währungsintegration und den Außenbeziehungen der EG (AKP, Entwicklungshilfe, Rohstoffabkommen, UNO etc.), eingesetzt wurde.
Seit 1977 war Rothmann Angehöriger des auswärtigen Diensts. Von 1977 bis 1980 fungierte er als Ständiger Vertreter des Botschafters in Kinshasa, seinerzeit Zaire, und ging von dort nach San Francisco, Kalifornien, wo er von 1980 bis 1984 ebenfalls Ständiger Vertreter des Leiters der Vertretung (Generalkonsulat) war. Nach einem Einsatz als stellvertretender Leiter eines Referats im Auswärtigen Amt wurde er 1988 außerordentlicher und bevollmächtigter Botschafter der Bundesrepublik Deutschland in Haiti. Von diesem Posten ist überliefert, dass er gemeinsam mit dem US-Präsidenten Carter Stimmen bei einer Präsidentschaftswahl auszählte und gut mit Carter befreundet blieb. 1991 wechselte er in die Schweiz, wo er in Genf Generalkonsul wurde.
Von 1996 bis 1999 leitete Rothmann das Organisationsreferat in der Zentrale des Auswärtigen Amts. Es folgte die Verwendung als Generalkonsul in Atlanta, Georgia, bis 2002 und schließlich am 2. Januar 2003 die Beauftragung als Botschafter in Libyen. In Tripolis musste Rohmann sich auch in die Verhandlungen über Entschädigungszahlungen für das  Attentat auf die Berliner Diskothek „La Belle“ einschalten. Von dort aus trat er im Sommer des Jahres 2005 in den Ruhestand.
Rothmann ging im August 2005 in das Münchner Büro der Anwaltskanzlei Bridgehouse Rückel & Bolthausen (die auch ein Büro in Atlanta unterhält), wo er sich vor allem grenzüberschreitenden Mandaten sowie der Mediation und Schiedsverfahren widmet.
Rothmann ist seit 1973 mit Enriqueta Leonor Rothmann-Grönewald verheiratet; das Ehepaar hat zwei Kinder (geb. 1978 und 1980).